# Allan Quatermain and the Temple of Skulls
Allan Quatermain and the Temple of Skulls è un film statunitense del 2008 diretto da Mark Atkins. È un B movie prodotto da The Asylum, società specializzata nelle produzioni di film a basso costo per il circuito direct-to-video, incentrato sulle avventure del personaggio di Allan Quatermain, ideato da H. Rider Haggard per il romanzo Le miniere di re Salomone (1885), a cui il film è liberamente ispirato.

## Trama
L'avventuriero Allan Quatermain viene assunto per condurre una spedizione anglo-americana alla ricerca di un favoloso tesoro nel profondo delle terre inesplorate dell'Africa.
Quatermain dovrà evitare pericoli nascosti, violenti nativi e altri ostacoli durante la ricerca del tesoro del Tempio dei Teschi, e viaggerà in treno, sui fiumi e per via aerea per raggiungere il suo obiettivo, per tutto il tempo inseguito dai rivali in cerca del tesoro e sabotato di continuo dai nativi.

## Produzione
Il film fu prodotto da The Asylum e girato in Sudafrica (luogo in cui sono effettivamente ambientate le vicende nel romanzo originale di Haggard) con un budget stimato in 50.000 dollari.
Il film è un mockbuster di Indiana Jones e il regno del teschio di cristallo (Indiana Jones and the Kingdom of the Crystal Skull) uscito nello stesso anno. Il film contiene alcuni elementi simili al film con Indiana Jones (Quatermain ricorda Indiana Jones nella locandina) ma si può considerare un adattamento libero del romanzo Le miniere di re Salomone (King Solomon's Mines), scritto da Henry Rider Haggard nel 1885.

## Distribuzione
Il film è stato distribuito solo per l'home video ed è uscito poco dopo la première di Indiana Jones e il regno del teschio di cristallo. 
Alcune delle uscite internazionali sono state:
- 29 aprile 2008 negli Stati Uniti (Allan Quatermain and the Temple of Skulls)
- 10 dicembre 2008 in Giappone
- in Ungheria (Allan Quatermain és a koponyák temploma)
- in Grecia (O Allan Quatermain kai to vasileio ton nekrokefalon)

## Promozione
La tagline è: "History's greatest treasure, Protected by the world's most dangerous land." ("Il tesoro più grande della storia, protetto dalla terra più pericolosa del mondo.").